# West Mountain
West Mountain es un lugar designado por el censo ubicado en el condado de Utah en el estado estadounidense de Utah. En el año 2000 tenía una población de 838 habitantes. La comunidad está ubicada en la base de la montaña homónima, West Mountain.

## Geografía
West Mountain se encuentra ubicado en las coordenadas 40°3′47″N 111°46′58″O / 40.06306, -111.78278. Según la Oficina del Censo, la localidad tiene un área total de 28 km² (10,8 mi²), de la cual 0,1 % es agua.

## Demografía
Según la Oficina del Censo en 2000, habían 838 personas residentes en el lugar, 96,5 % de los cuales eran personas de raza blanca. Los ingresos medios por hogar en la localidad eran de $56,563, y los ingresos medios por familia eran $62,500. Los hombres tenían unos ingresos medios de $41,875 frente a los $18,063 para las mujeres. La renta per cápita para la localidad era de $12,451. Alrededor del 12 % de la población de West Mountain estaba por debajo del umbral de pobreza.